# ルーシ内戦 (1195年 - 1196年)
本頁は1195年から1196年にかけてのルーシ（キエフ大公国領域）における、諸公国間の内戦をまとめたものである。内戦はキエフ大公スヴャトスラフの死後、スモレンスク・ロスチスラフ家(ru)（スモレンスク公家）が、キエフ公国・スモレンスク公国領の支配権をオレグ家(ru)（チェルニゴフ公家）から防衛するのものであったが、発端には、スヴャトスラフ死後の領土の分配をめぐる、諸公間の不満も含まれている。結果としては、スモレンスク・ロスチスラフ家の両公国領の支配権（キエフ大公リューリク、スモレンスク公ダヴィド）を認める和平協定が結ばれた。

## 前史
キエフ大公スヴャトスラフの死後、共同統治者だったスモレンスク・ロスチスラフ家のリューリクはキエフに入城した（1194年）。『キエフ年代記』（『イパーチー年代記』の一部）によれば、キエフの人々はみなリューリクを歓迎したと記されている。翌1195年、リューリクは弟のスモレンスク公ダヴィドをスモレンスクから呼び寄せて、領土の再分配について協議し、自身の娘婿であり同盟者のヴォルィーニ公ロマン（ヴォルィーニ・ロマン家(ru)）には、ポロシエ（キエフの南の地域）を授けた。これに対し、ウラジーミル大公フセヴォロドは、リューリクの分配に不満を抱き、ロマンが与えられたポロシエの5都市（トルチェスク、コルスン、ボグスラヴリ、トレポリ、カネフ）を要求した。なお、これを、フセヴォロドによる同盟破壊工作だったとみなす説がある。
フセヴォロドと一触即発の状況となったリューリクは、スーズダリ・ユーリー家(ru)の最年長者であるフセヴォロドとの同盟関係を維持するため、ロマンに与えた領土をフセヴォロドに譲り渡した。なお、フセヴォロドは、リューリクの息子であり、自分の娘婿であるロスチスラフに、渦中の地のうちの1都市・トルチェスクを与えている。これらの処理を不服としたロマンは、先のキエフ大公スヴャトスラフの弟であるチェルニゴフ公ヤロスラフ（オレグ家(ru)）をそそのかし、岳父リューリクと敵対させようとした。また、キエフ大公位がヤロスラフのものとなるよう画策を始めた。リューリクもまた、フセヴォロドと連携をとって、ロマンを非難した。
リューリクの動向を受け、ロマンはポーランドのレシェク、コンラト兄弟に支援を求めた。ロマンは、レシェクらがポーランド大公位をめぐってミェシュコと対立していることを知ると、レシェクらからの支援を得るために、モズガヴァ川の戦い(ru)でミェシュコ軍と戦った。しかし逆に打ち破られ、クラクフへと逃走した。ミェシュコとの戦いで重傷を負ったロマンは、従士たちによってウラジーミル・ヴォリンスキー（自領ヴォルィーニ公国の首都）に護送されたのち、リューリクに和を請うた。リューリクはロマンを許し、ポロニィを与えた。
ロマンの自滅ののち、リューリクは弟ダヴィド、ウラジーミル大公フセヴォロドらと協議して、チェルニゴフ公ヤロスラフらの一族（オレグ家）に対し、キエフ公国ならびにスモレンスク公国領の領有権の放棄を要求した。これに対し、オレグ家の諸公はリューリク・フセヴォロドの死後のキエフの領有権を主張した。この反応をみたフセヴォロドは、オレグ家諸公の討伐を画策し始めた。危険を察知したオレグ家諸公は、リューリクの元に仲裁の使者を送った。リューリクはこれを受け入れ、オレグ家に対する追討軍を解散させた。

## ヴィテプスクでの戦い
しかし1196年の早春、チェルニゴフ公ヤロスラフはリューリクとの誓約を破り、リューリクの弟・スモレンスク公ダヴィドの領有するヴィテプスクへと、甥のオレグ(ru)、その子のダヴィド(ru)の率いる軍勢を向かわせた。ポロツク公国軍もこれに加勢した。これを知ったダヴィドは、甥ムスチスラフ、娘婿グレプ（リャザン公国公子）、リューリクの孫ロスチスラフ、スモレンスクのトィシャツキー（千人長）ミハルコらの軍勢を迎撃に向かわせた。大雪の中、両軍は接敵した。はじめムスチスラフ軍の突撃によってオレグの陣は破られ、オレグの子ダヴィドは切り殺された。しかし、ムスチスラフが突出した背後をポロツク公国軍に突かれ、ムスチスラフはドルツク公ボリスの捕虜となった。グレプ、ロスチスラフらはスモレンスクへと敗走した。オレグの勝報がチェルニゴフにもたらされると、チェルニゴフ公ヤロスラフはスモレンスクへと軍を進めた。この進軍はリューリクが発した非難声明によって引き返したが、リューリク、ヤロスラフの間に遺恨は残された。

## チェルニゴフ侵攻
1196年夏、リューリクは自身の一族やポロヴェツ族による軍勢を率いて、チェルニゴフ公国領へ侵攻した。ヤロスラフも軍を発し、夏の間、互いの領土に侵攻、略奪を繰り返した。なお、『キエフ年代記』（『イパーチー年代記』の一部）によれば、リューリクはウラジーミル大公フセヴォロドに援軍を要請したが、この時期には、フセヴォロドはこれに応じた行動を起こさなかったことが記されている。また、『ノヴゴロド年代記』は、フセヴォロドはノヴゴロド公国軍を招集したが、ノヴゴロド軍はルーキ（ノヴゴロド公国南部）でとどまったと記している。
1196年の秋になると、再起したヴォルィーニ公ロマンが、リューリク、ダヴィドらの領土への侵略を始めた。ロマンは、かつてリューリクと和解した際に与えられていたポロニィを侵略拠点としていた。これに対しリューリクは、甥のムスチスラフ（通称ウダトヌィー）をガーリチ公ウラジーミルのもとに派遣して、ロマンの領土の攪乱を求めた。ウラジーミルはこの要請に応じ、ムスチスラフ・ウダトヌィーとともに、ロマン領の都市ペレミリ(ru)を焼いた。同じく、リューリクの息子ロスチスラフも、黒頭巾族を率いてロマン領に侵攻し、カメネツ（現カミャネツ・ポジリシクィーとも）に火を掛けた。
同じく1196年秋、ウラジーミル大公フセヴォロドが、リューリクの弟ダヴィド、ダヴィドの娘婿グレプらとともにチェルニゴフ公国に侵攻し、ヴャチチの諸都市（旧ヴャチチ族居住地）を占拠した。ヤロスラフは、リューリクの攻撃に備えて籠城するよう諸公・諸都市に指示を出し、チェルニゴフの防衛は甥オレグ(ru)、グレプに任せると、一族の公やポロヴェツ族を率いて自ら出陣し、フセヴォロド軍に向かった。そして橋を落とし、防衛線を構築したのちに、フセヴォロドに和平協定の使者を送った。ダヴィドは、兄リューリク不在の席で和平協定を進めることに反対したが、フセヴォロドは、先のヴィテプスクをめぐる戦いで捕虜となっていたムスチスラフの解放、フセヴォロドの政敵であり、チェルニゴフ公国に庇護されていたヤロポルクの追放、ヴォルィーニ公ロマンとの同盟関係の破棄を条件として、和平条約を持ちかけた。チェルニゴフ公ヤロスラフは、ロマンとの同盟破棄は拒否したが、残る二つの条件には同意し、フセヴォロドとヤロスラフとの間で和平条約は締結された。フセヴォロドはまた、リューリクの持つキエフ公国、ダヴィドの持つスモレンスク公国の領有権を要求しないことを、ヤロスラフに誓わせた。これによって戦争は終結した。

## その後
フセヴォロドは自身の締結した和平条約の内容をリューリクに伝えたが、リューリクは、フセヴォロドが勝手に条約を結んだこと、そもそも、先にロマンに与えた土地・ポロシエをフセヴォロドが要求したことがこれらの戦争の原因であること、1196年の春から夏にかけて、リューリクの要請を無視して何の軍事共同作戦にも参加しなかったことを責め、ポロシエをフセヴォロドから剥奪すると、自身の兄弟に分配した。
この内戦の後、1198年にチェルニゴフ公ヤロスラフは死亡する。一方、ロマンはポーランドの支援を受けて、1199年にガーリチ公国を併せてガーリチ・ヴォルィーニ公国を成立させると、1201年には一時的にキエフ大公位をリューリクから奪った。リューリクはその没年（正確には不明。1210年代）まで、ロマンやチェルニゴフ公フセヴォロド（チェルニゴフ公ヤロスラフの同族）らと、キエフ大公位をめぐる闘争を繰り広げることになる。